# Girobicupolă pentagonală
În geometrie girobicupola pentagonală este un poliedru convex construit prin unirea a două cupole pentagonale (J5) prin bazele lor decagonale, printr-o rotire de 36° a uneia dintre cele două cupole în jurul axei sale de simetrie, astfel încât fețele adiacente ale celor două cupole să fie de tip diferit. Este a treia din șirul infinit de girobicupole. Este poliedrul Johnson J31. Nu este tranzitivă pe vârfuri.

## Poliedre înrudite
Fără rotirea de 36° a uneia dintre cele două cupole înainte de unire se produce ortobicupola pentagonală (J30).
Dacă dintr-un rombicosidodecaedru se îndepărtează partea de mijloc în formă de rombicosidodecaedru parabidiminuat (J80) și se unesc părțile rămase, se obține o girobicupolă pentagonală.
Dacă între cele două cupole pentagonale se inserează o prismă decagonală regulată, se obține girobicupola pentagonală alungită (J39).

## Mărimi asociate
Următoarele formule pentru arie A și volum V sunt stabilite pentru lungimea laturilor tuturor poligoanelor (care sunt regulate) a:
{\displaystyle A=\left(10+{\sqrt {{\frac {5}{2}}\left(10+{\sqrt {5}}+{\sqrt {75+30{\sqrt {5}}}}\right)}}\right)\,a^{2}\approx 17,771081\,a^{2},}
{\displaystyle V={\frac {1}{3}}\left(5+4{\sqrt {5}}\right)\,a^{3}\approx 4,648091\,a^{3}.}